# イビツァ・クラリ
イヴィツァ・クラリ（セルビア語: Ивица Краљ, 英語: Ivica Kralj, 1973年3月26日 - ）は、ユーゴスラビア（現モンテネグロ）・ティヴァト出身の元サッカー選手。現役時代のポジションはGK。

## 経歴
分離独立した同国の母体であるユーゴスラビア代表では、1990年代末から2001年頃まで代表に選ばれ、一時期は正ゴールキーパーも務めている。
1991-92シーズンに地元クラブFKアルセナル・ティヴァトでデビューを飾り、その後、国内の強豪であるパルチザン・ベオグラードへと移籍し、やがてレギュラーの座を掴んだ。
1998-99シーズンには初の国外移籍となる、ポルトガルのスーペル・リーガの三強の一つであるFCポルトへの移籍を果たす。1999-2000シーズン以降は活躍の場をオランダ・エールディビジのPSVアイントホーフェンへと移すも、レギュラー獲得には至らず、2003-2004シーズン以降、古巣パルチザンに完全移籍となった。
2007シーズンはロシアのFCロストフに所属し、2009年スロバキアのFCスパルタク・トルナヴァでのプレーを最後に引退した。

## 代表歴

### 出場大会
- ユーゴスラビア代表
  - 1998 FIFAワールドカップ (ベスト16)

### 試合数
- 国際Aマッチ 41試合 0得点（1996年-2001年）[1]

| ユーゴスラビア代表 | 国際Aマッチ | 国際Aマッチ |
| 年                 | 出場        | 得点        |
| ------------------ | ----------- | ----------- |
| 1996               | 1           | 0           |
| 1997               | 11          | 0           |
| 1998               | 12          | 0           |
| 1999               | 5           | 0           |
| 2000               | 8           | 0           |
| 2001               | 4           | 0           |
| 通算               | 41          | 0           |